# Divina
Divina (in ungherese Nagydivény) è un comune della Slovacchia facente parte del distretto di Žilina, nella regione omonima.

## Monumenti
Di un certo interesse la statua di San Giovanni Nepomuceno.